# Cheliceroides longipalpis
Cheliceroides longipalpis is een spinnensoort in de taxonomische indeling van de springspinnen (Salticidae).
Het dier behoort tot het geslacht Cheliceroides. De wetenschappelijke naam van de soort werd voor het eerst geldig gepubliceerd in 1985 door Marek Żabka.